# 薄煎餅鱷屬
薄煎餅鱷屬（屬名：Laganosuchus）是鱷形超目腔鱷科的一屬，化石發現於尼日、摩洛哥，生存於白堊紀晚期。
在2009年，古生物學家保羅·塞里諾（Paul Sereno）、漢斯·拉森（Hans Larsson）將這些化石敘述、命名，屬名古希臘文意為「薄煎餅」+「鱷魚」，意指牠們的扁平頭顱骨形狀非常像煎餅。目前已有兩個種，模式種是驚奇薄煎餅鱷（L. thaumastos），化石發現於尼日的El Echkar組地層，地質年代為森諾曼階。第二個種是西阿拉伯薄煎餅鱷（L. maghrebensis），化石發現於摩洛哥的卡瑪卡瑪地層（Kem Kem Beds）。在同分研究裡，塞里諾等人還命名了鴨鱷、野猪鳄。

## 古生物學

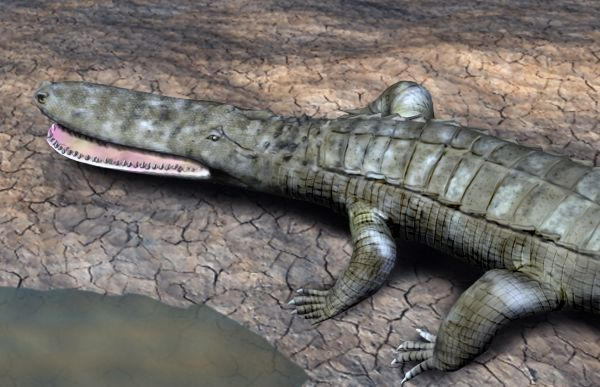
薄煎餅鱷的想像圖

根據估計，薄煎餅鱷的身長約6公尺，最大特徵是扁平狹長的頭部、口鼻部，頭部長約1公尺，牙齒呈尖狀薄煎餅鱷被推測是食魚性動物，可能長期保持不動，等魚類游經嘴巴前時，再捕食魚類。

## 外部連結
- ZooBank （页面存档备份，存于）
- Laganosuchus （页面存档备份，存于） in the Paleobiology Database